# 拉夫蘭 (紐約州)
拉夫蘭（英語：Loveland）是位於美國紐約州伊利縣的非建制地區。

## 地理
拉夫蘭所處的海拔為高於海平面312米（即1024英呎），而該地所採用的時區為UTC-5，即北美东部时区（EST）。同時該地設有夏令時間，為UTC-5調快一小時，即UTC-4（EDT）。